# 郡山八幡神社 (大和郡山市)
郡山八幡神社（こおりやまはちまんじんじゃ）は奈良県大和郡山市にある神社である。

## 略記

### 鎮座地
- 奈良県大和郡山市柳4丁目25番地

### 御祭神
- 品陀別命、比売命、大帯日姫命

### 境内社
- 神明神社　大日孁貴命、豊受大神、比売大神
- 琴平神社　大物主神
- 稲荷神社　玉姫大明神
- 常陸神社　大己貴命、少彦名命
- 菅原神社　菅原道真公
- 春日神社　天児屋根命、比売命
- 住吉神社　底筒男命、中筒男命、表筒男命

## 祭事・年中行事
- 1月1日 歳旦祭
- 1月3日 元始祭
- 1月15日 大トンド祭
- 2月3日 節分祭及び御火焚祭、人形供養
- 2月 厄除詣り、十三詣り
- 3月 厄除詣り、十三詣り
- 6月30日 大祓式
- 7月15日 宵宮
- 7月16日 神明祭（夏の大祭）
- 10月14日 宵宮
- 10月15日 御例祭（秋の大祭）
- 11月 七五三祭
- 11月23日 新嘗祭
- 12月31日 大祓祭及び除夜祭
- 毎月1日・15日 月次祭

## グラブ神社
郡山八幡神社では「グラブ神社」としての活動も行っている。
グラブ神社の活動
1. グラブ上達祈祷。
2. チーム守備上達祈祷。
3. 集めた中古グラブを「グラブ祭りの日」に洗浄。カリブの子どもたちに贈ります。
4. 毎年、グラブ祭りを境内でさせていただきます。

2014年には、東日本大震災で被災した子供たちを元気づけるため、市内の野球グラブメーカー「BBA」や郡山八幡神社の関係者により高さ約1.6mの巨大な「夢グラブ」が製作された。グラブは6月19日まで公開のあと、宮城県東松島市の鷹来の森運動公園に設置される。